# Кането Павезе
Кането Павезе (итал. Canneto Pavese) је насеље у Италији у округу Павија, региону Ломбардија.
Према процени из 2011. у насељу је живело 1338 становника. Насеље се налази на надморској висини од 246 м.

## Становништво
| 1936. | 1951. | 1961. | 1971. | 1981. | 1991. | 2001. | 2011. |
| ----- | ----- | ----- | ----- | ----- | ----- | ----- | ----- |
| 2.179 | 2.051 | 1.880 | 1.683 | 1.478 | 1.324 | 1.338 | 1.423 |